# The Telegram
The Telegram é um jornal diário publicado durante a semana e aos sábados (como o The Weekend Telegram) em St. John's, Newfoundland e Labrador, Canadá.